# Karolína Křenková
Karolína Křenková (Hořovice, 23 de octubre de 1998) es una deportista checa que compite en pentatlón moderno.
En los Juegos Europeos de Cracovia 2023 consiguió una medalla de oro en la prueba de relevo mixto. Ganó una medalla de bronce en el Campeonato Europeo de Pentatlón Moderno de 2022, en la prueba de relevo.

## Medallero internacional
| Juegos Europeos    | Juegos Europeos          | Juegos Europeos   | Juegos Europeos |
| Año                | Lugar                    | Medalla           | Competición     |
| ------------------ | ------------------------ | ----------------- | --------------- |
| 2023               | Cracovia (Polonia)       | Medalla de oro    | Relevo mixto    |
| Campeonato Europeo |                          |                   |                 |
| Año                | Lugar                    | Medalla           | Competición     |
| 2022               | Székesfehérvár (Hungría) | Medalla de bronce | Relevo          |